# Andoni Iraola
Andoni Iraola Sagarna, Iraola (ur. 22 czerwca 1982 w Usurbil) – piłkarz hiszpański narodowości baskijskiej grający na pozycji prawego obrońcy, po zakończeniu kariery zawodniczej trener piłkarski. Ma przydomek „El Lince” (Ryś). Jest wychowankiem szkółki piłkarskiej Antiguoko Kirol z San Sebastián. Większą część swojej piłkarskiej kariery rozegrał w Athleticu Bilbao.

## Kariera klubowa
- Debiut w Primera División: 30 sierpnia 2003 w meczu Athletic – FC Barcelona 0:1.
- Pierwszy gol w Primera División: 8 listopada 2003 w meczu Athletic – RCD Espanyol 1:0.

Iraola jest wychowankiem małego baskijskiego klubu Antiguoko Kirol, zajmującego się wyłącznie szkoleniem młodzieży. Ostatni rok wieku juniorskiego spędził w szkółce Athletic Bilbao. Pierwszy sezon w seniorach spędził w CD Baskonia – filii Athletic Bilbao, występującej w Tercera División (4. liga). Rozegrał w niej 35 meczów zdobywając 4 gole i niedługo potem trafił do rezerw Athletic Bilbao, grających w Segunda División B (3. liga) i spędził w nich blisko 2 sezony. W 2003 roku po dobrej grze na trzecim froncie Hiszpanii, Iraola trafił do pierwszego zespołu, do którego ściągnął go ówczesny trener Ernesto Valverde. W Primera División Iraola zadebiutował 30.08.2003 w przegranym 0:1 meczu z FC Barcelona i już niemal od początku sezonu był u Valverde podstawowym zawodnikiem. Często zapędzał się pod bramkę rywali i w efekcie czego zdobył 5 goli w sezonie (swojego pierwszego w lidze, w wygranym 1:0 meczu z Espanyolem Barcelona) stając się jednym z odkryć sezonu La Liga. Z zespołem Athletic zajął na koniec sezonu wysokie 5. miejsce, gwarantujące start w Pucharze UEFA.
W sezonie 2004/05 Iraola znów popisywał się skutecznością, strzelając gole takim zespołom jak Valencia CF (w obu meczach), Real Madryt (2:0 na wyjeździe) oraz Deportivo La Coruña. Z klubem z Bilbao zajął 9. miejsce w lidze i dotarł do 1/16 finału Pucharu UEFA, skąd Athletic odpadł po dwumeczu z Austrią Wiedeń.
W sezonie 2005/06 Iraola rozegrał wszystkie 38 meczów ligowych, w których zdobył 3 gole, m.in. w ostatniej kolejce z FC Barcelona. Bilbao zakończyło sezon na 12. miejscu w tabeli. Od początku sezonu 2006/2007 Iraola także jest podstawowym zawodnikiem i zdobył m.in. 2 gole w wygranych 2:0 derbach z Realem Sociedad. Pomógł zespołowi z Bilbao w utrzymaniu się w lidze.
| Sezon                      | Klub                       | Kraj                       | Liga                       | Mecze | Bramki |
| -------------------------- | -------------------------- | -------------------------- | -------------------------- | ----- | ------ |
| 2000/01                    | CD Baskonia                | Hiszpania                  | Tercera División           | 35    | 4      |
| 2001/02                    | Athletic Bilbao B          | Hiszpania                  | Segunda División B         | 38    | 7      |
| 2002/03                    | Athletic Bilbao B          | Hiszpania                  | Segunda División B         | 37    | 8      |
| 2003/04                    | Athletic Bilbao            | Hiszpania                  | Primera División           | 29    | 5      |
| 2004/05                    | Athletic Bilbao            | Hiszpania                  | Primera División           | 33    | 4      |
| 2005/06                    | Athletic Bilbao            | Hiszpania                  | Primera División           | 38    | 3      |
| 2006/07                    | Athletic Bilbao            | Hiszpania                  | Primera División           | 35    | 5      |
| 2007/08                    | Athletic Bilbao            | Hiszpania                  | Primera División           | 36    | 1      |
| 2008/09                    | Athletic Bilbao            | Hiszpania                  | Primera División           | 33    | 5      |
| 2009/10                    | Athletic Bilbao            | Hiszpania                  | Primera División           | 37    | 2      |
| 2010/11                    | Athletic Bilbao            | Hiszpania                  | Primera División           | 37    | 4      |
| 2011/12                    | Athletic Bilbao            | Hiszpania                  | Primera División           | 35    | 1      |
| 2012/13                    | Athletic Bilbao            | Hiszpania                  | Primera División           | 35    | 0      |
| 2013/14                    | Athletic Bilbao            | Hiszpania                  | Primera División           | 34    | 1      |
| 2014/15                    | Athletic Bilbao            | Hiszpania                  | Primera División           | 22    | 1      |
| Łącznie w Primera Division | Łącznie w Primera Division | Łącznie w Primera Division | Łącznie w Primera Division | 405   | 33     |

## Kariera reprezentacyjna

### Reprezentacja Hiszpanii
W reprezentacji Hiszpanii zadebiutował w 2008 roku.

### Reprezentacja Kraju Basków
- Debiut: 27.12.2003 w meczu Euskadi – Urugwaj 2:1.
- Bilans: 9 meczów (stan na 28 grudnia 2013 r.)